# Arões Sport Clube
O Arões Sport Club é um clube de futebol profissional de São Romão de Arões, Portugal.

## História
O clube foi fundado a 6 de Setembro de 1991, a partir da desfiliação do clube com o C.F.J Arões e formando um clube independente. Desde aí, o clube tem subido de divisão em divisão, até chegar na atual divisão, no Campeonato de Portugal.

## Estádio
O estádio oficial do Arões é o Parque Desportivo Centro Formação Juventude de Arões, com piso de relvado e capacidade de 3 000 pessoas.

## Futebol

### Classificações por época
| Época     | Nível | Divisão                | Classificação                                   | Taça de Portugal | Taça da Liga |
| --------- | ----- | ---------------------- | ----------------------------------------------- | ---------------- | ------------ |
| 2015/2016 | 3     | Campeonato de Portugal | 7º (5º na fase manutenção, 8º na primeira fase) | 1ª Eliminatória  | -            |
| 2016/2017 | 4     | Pró-Nacional           | 1º                                              | -                | -            |
| 2017/2018 | 3     | Campeonato de Portugal | -                                               | a.d.             | -            |

Legenda das cores na pirâmide do futebol português
     1º nível (1ª Divisão / 1ª Liga) 
     2º nível (até 1989/90 como 2ª Divisão Nacional, dividido por zonas, em 1990/91 foi criada a 2ª Liga) 
     3º nível (até 1989/90 como 3ª Divisão Nacional, depois de 1989/90 como 2ª Divisão B/Nacional de Seniores/Campeonato de Portugal)
     4º nível (entre 1989/90 e 2012/2013 como 3ª Divisão, entre 1947/48 e 1989/90 e após 2013/14 como 1ª Divisão Distrital) 
     5º nível
     6º nível
     7º nível
Notas:
- em 2013/14 acabou III Divisão e a primeira competição distrital passou a nível 4